# Ніуафооу
Ніуафооу (тонг. Niuafoʻou; англ. Niuafoʻou) — острів вулканічного походження у західній частині острівної групи Ніуас округу Ніуас (Королівство Тонга), в південно-західній частині Тихого океану.

## Географія

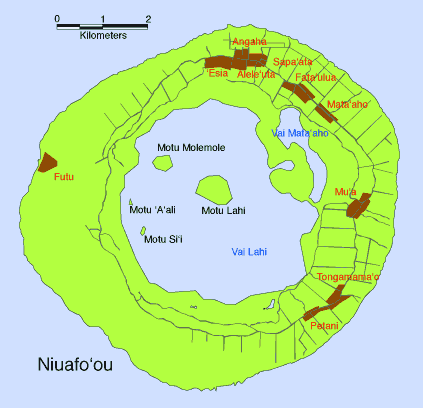
Мапа острова Ніуафооу

Найпівнічніший острів Королівства Тонги, Ніуафооу розташований у західній частині острівної групи Ніуас і знаходиться приблизно за 370 кілометрів на північ — північний захід від острова Вава'у, за 600 км на північ від острова Тонгатапу та за 380 км на південний захід від острова Саваї, держави Самоа. За 195 км на схід — південний схід розташовані найменший заселений острів групи — Тафахі та острів Ніуатопутапу.
Острів має вулканічне походження. Найвища точка острова сягає 205 м, за іншими даними — 250 м і являє собою активний кратер вулкана з двома прісноводними озерами; перше найбільше, круглої форми — Ваї-Лахі, розташоване у центрі кратера і має чотири маленьких острівці. Озеро розташоване на висоті 23 метри над рівнем моря, має неправильну круглу форму, більше 4 км в діаметрі і завглибшки до 84 метрів. Друге — Ваї-Сі (або Ваї-Мата'ахо) — вузьке та довгастої форми, відділене від основного піщаними пагорбами. Є гарячі джерела. Поверхня острова значною мірою покрита вулканічним попелом, який робить ґрунт доволі родючим. Узбережжя Ніуафооу скелясте, з крутими прибережними скелями заввишки до 20-30 м, має лише кілька кам'янистих пляжів з чорним піском. Загальна площа острова становить близько 50,27 км² (з них більше половини займає озеро у кратері), за цим показником він посідає перше місце у групі островів Ніуас, та п'яте у архіпелазі Тонга. Острів має практично круглу форму, простягся з заходу на схід на 8,6 км, при максимальній ширині 8,3 км. Довжина берегової лінії близько 26,8 км. Клімат вологий, тропічний. Основні види діяльності мешканців: натуральне сільське господарство, рибальство. На острові діє аеродром. Ніуафооу покритий густим лісом як на внутрішніх схилах кратера, так і на зовнішніх схилах острова.

## Клімат
Клімат тропічний вологий з постійними дощами, але короткої тривалості. Середньорічна кількість опадів становить 2453 мм, найбільш дощові місяці з грудня по березень. Чіткого сезону дощів не існує. Температура відносно постійна, не опускається нижче 20 °С та рідко перевищує 30 °С. Ніуафооу розташований в поясі ураганів південної частини Тихого океану. У 1998 році ураган «Рон» заподіяли острову значної шкоди, 74 будинків були зруйновані. Серйозне пошкодження також викликав ураган «Вака» 30 грудня 2001.
| Клімат острова Ніуафооу                 | Клімат острова Ніуафооу | Клімат острова Ніуафооу | Клімат острова Ніуафооу | Клімат острова Ніуафооу | Клімат острова Ніуафооу | Клімат острова Ніуафооу | Клімат острова Ніуафооу | Клімат острова Ніуафооу | Клімат острова Ніуафооу | Клімат острова Ніуафооу | Клімат острова Ніуафооу | Клімат острова Ніуафооу | Клімат острова Ніуафооу |
| Показник                                | Січ.                    | Лют.                    | Бер.                    | Квіт.                   | Трав.                   | Черв.                   | Лип.                    | Серп.                   | Вер.                    | Жовт.                   | Лист.                   | Груд.                   | Рік                     |
| Середній максимум, °C                   | 30,4                    | 30,7                    | 30,8                    | 30,4                    | 29,7                    | 29,3                    | 28,8                    | 28,7                    | 29,1                    | 29,3                    | 29,8                    | 30,3                    | 29,8                    |
| Середня температура, °C                 | 27,1                    | 27,4                    | 27,4                    | 27,2                    | 26,3                    | 26,3                    | 25,7                    | 25,5                    | 25,9                    | 26,2                    | 26,6                    | 27,1                    | 26,6                    |
| Середній мінімум, °C                    | 23,8                    | 24,0                    | 24,0                    | 23,9                    | 23,5                    | 23,2                    | 22,5                    | 22,3                    | 22,7                    | 23,1                    | 23,4                    | 23,8                    | 23,4                    |
| Норма опадів, мм                        | 306                     | 249                     | 303                     | 251                     | 166                     | 110                     | 136                     | 117                     | 143                     | 174                     | 228                     | 270                     | 2453                    |
| Днів з дощем                            | 21                      | 18                      | 22                      | 17                      | 16                      | 13                      | 14                      | 14                      | 12                      | 15                      | 18                      | 21                      | 201                     |
| --------------------------------------- | ----------------------- | ----------------------- | ----------------------- | ----------------------- | ----------------------- | ----------------------- | ----------------------- | ----------------------- | ----------------------- | ----------------------- | ----------------------- | ----------------------- | ----------------------- |
| Джерело: Weatherbase: NIUAFO'OU, TONGA. |                         |                         |                         |                         |                         |                         |                         |                         |                         |                         |                         |                         |                         |

## Населення
Зміна чисельності населення острова Ніуафооу за переписом або підрахунком:
| Роки                        | 1996 | 2006 | 2011 | 2016 |
| --------------------------- | ---- | ---- | ---- | ---- |
| Чисельність населення, осіб | 735  | ▼646 | ▼523 | ▼493 |

Всього на острові 8 населених пунктів, найбільший з них адміністративний центр району Ніуафооу — село Есіа (137 особи, 2011), а також села: Колофо'оу, Мата'ахо, Му'а, Петані, Сапа'ата, Тонгамама'о, Фата'улуа. Середня щільність населення острова становить — 10,4 осіб/км².

## Історія
Острів Ніуафооу був вперше відкритий європейцями у травні 1616 року, це зробили нідерландські мандрівники Якоб Лемер та Віллем Схаутен, під час своєї знаменитої навколосвітньої подорожі. Після ворожої зустрічі їх остров'янами Ніуатопутапу, мандрівники підійшли до цього острова з великою надією знайти тут прохолодні напої, та поповнити свої запаси води і продуктів. Вони назвали його островом «Доброї Надії» (нід. Good Hope. Вони виявили тут чорні скелі, зверху вкриті зеленню, багато кокосових пальм, окремі будинки уздовж узбережжя і ціле поселення поблизу місця їх майбутньої ймовірної висадки. Але корабель «Eendracht» (укр. Єдність) не знайшов придатної бухти, щоб кинути якір, і мандрівники вимушені були обмежитися торгівлею з аборигенами, які підпливли до їхнього корабля на своїх швидких каное. Це тривало короткий час. Після декількох дружніх обмінів товарами, жителі спробували напасти на корабель; команда вимушена була відкрити вогонь з гармат і після вбивства двох аборигенів, вони вимушені були покинути острів і продовжили свою подорож на захід, але відхилилися на північ і досягли островів Волліс і Футуна.
Протягом майже двох століть острів не відвідували європейці. 12 серпня 1772 року два французьких кораблі «Mascarin» та «Marquis de Castries», пройшли мимо острова, не зупиняючись. Офіцер по імені Жюльєн Крозет назвав Ніуафооу «Île du point du jour» (укр. «Острів зоря»). Він описує його наступним чином: «Здавалося б, що це безплідний крутий, гірський пік в оточенні скель, особливо в південній частині, де скелі нагадують човни». У 1791 році британський корабель «HMS Pandora», вирушив на пошуки заколотників корабля Баунті, зупинився на Ніуафооу. На цей раз зустріч була більш дружня і британські офіцери відзначили близькість мови, якою розмовляють на острові місцеві жителі з іншою частиною Королівства Тонга. Капітан корабля Едвард Едвардс назвав острів — «Proby Island».

## Виверження
На острові було відзначено кілька вулканічних вивержень. З початку XIX століття було зафіксовано більше десяти вивержень. Більшість із них мали прямі наслідки для життя мешканців, руйнуючи поселення, а іноді і завдаючи жертв. Виверження відбулися у 1814, 1853, 1867, 1886 та 1887 роках. Виверження 1853 року повністю знищило поселення Ахау (загинуло 25 осіб). Виверження 1912 та 1929 років знищили поселення Футу. У грудні 1946 року з острова на Еуа було переселено 1300 жителів, і до 1958 року Ніуафооу був безлюдним. Останнє виверження було зареєстровано у 1985 році.
| Дата виверження                  | VEI | Наслідки виверження                                   |
| -------------------------------- | --- | ----------------------------------------------------- |
| 1814                             | 2   |                                                       |
| 24 червня 1853                   | 0   | Знищене село Агау, 25 загиблих                        |
| 12 квітня 1867                   | 1   |                                                       |
| 31 серпня 1886 — 18 вересня 1886 | 4   | Знищення багатьох сіл та зелених насаджень.           |
| 1887                             | 2   |                                                       |
| 15 жовтня 1912                   | 2   |                                                       |
| 25-26 липня 1929                 | 2   | Руйнування села Футу (жертв немає).                   |
| 7 грудня 1935 — лютий 1936       | 2   |                                                       |
| 26 вересня 1943 — 16 жовтня 1943 | 2   | Руйнування кількох будинків та знищення урожаю; голод |
| 9-17 вересня 1946                | 2   | Руйнування села Анґага та евакуація населення         |
| 21-22 березня 1985               | 0   |                                                       |

## Місце виверження
1. ↑   Південна частина озера кальдери Ваї-Лахі.
2. ↑   Південно-західний край кальдери Ваї-Лахі (район села Агау).
3. ↑  Південь — південно-західний фланг кальдери.
4. ↑  Північно-східна сторона кальдери.
5. ↑  Західна сторона кальдери, біля села Алеле-Ута.
6. ↑  Західний фланг кальдери.
7. ↑  Південний фланг кальдери.
8. ↑  Південно-західний фланг кальдери.
9. ↑  Північний фланг кальдери.
10. ↑   Східна частина озера кальдери Ваї-Лахі.